# 2771 Polzunov
2771 Polzunov è un asteroide della fascia principale. Scoperto nel 1978, presenta un'orbita caratterizzata da un semiasse maggiore pari a 2,6753247 UA e da un'eccentricità di 0,2294505, inclinata di 13,92687° rispetto all'eclittica.
L'asteroide è dedicato all'inventore russo Ivan Polzunov.